# Tour des Bouchers
La tour des Bouchers est un monument historique situé à Lauterbourg, dans le département français du Bas-Rhin.

## Localisation
Ce bâtiment est situé rue de la Gare à Lauterbourg.

## Historique
L'édifice fait l'objet d'une inscription au titre des monuments historiques depuis 1993.